# 万乗大智
万乗 大智（ばんじょう だいち、1969年1月28日 - 、本名：木寺昭徳）は、日本の漫画家。東京都生まれの福岡県育ち。西南学院高等学校、西南学院大学文学部国際文化学科卒業。同大学漫画研究会出身でもある。

## 略歴
- 1991年、大学卒業前に「フィロンII」で第21回小学館新人コミック大賞児童向け部門藤子不二雄賞佳作入選（本名名義）。同年の『コロコロコミック夏休み増刊号』に掲載[1]。
- 大学卒業後、（一度だけ）椎名高志のアシスタントやサラリーマンを経験[1]。
- 1992年、『少年サンデー』オープン大増刊「ピューマ」でデビュー（諸人瞑名義）[1]。
- 代表作『DAN DOH!!』（原作：坂田信弘、週刊少年サンデーにて連載）はアニメ化も行われ、長期連載となった。
- 『週刊少年サンデー』2006年14号より1年間「武心 BUSHIN」を連載。

- 2020年5月、自身の体調を鑑み、病院にて行われた検査により直腸癌が発見されたことを公表した。また、同年6月に人工肛門の手術を行った。2025年1月段階でも未だ寛解はしていない。

## 作品リスト

### 連載
- DAN DOH!!（原作：坂田信弘、週刊少年サンデー1995年15号 - 2000年30号、全29巻）
  - DAN DOH!! Xi（原作：坂田信弘、週刊少年サンデー2000年32号 - 2003年19号、全15巻）
  - DAN DOH!!〜ネクストジェネレーション（原作：坂田信弘、週刊少年サンデー2004年17号 - 2005年1号、全4巻）
- ふうたろう忍法帖（週刊少年サンデー、2003年39号 - 2003年43号、短期集中連載）
- サイレン 〜ETERNAL SIREN〜（ヤングサンデー、2005年50号 - 2006年6・7合併号、短期集中連載 、全1巻）
- 武心 BUSHIN（週刊少年サンデー、2006年14号 - 2007年12号、全5巻）
- あんころ。（週刊ヤングサンデー、2007年39号 - 2008年35号、YSスペシャルVOL.1- VOL.5、ヤングサンデーコミックス全5巻）
- 幻影少年（クラブサンデー、2009年3月25日 - 2011年2月1日、全6巻）
- 機動戦士ガンダム 黒衣の狩人（原案：矢立肇・富野由悠季、週刊少年サンデーS、2013年2月号 - 2013年6月号、クラブサンデーでも1話が配信された、少年サンデーコミックススペシャル全1巻）
- 超変換大戦 もじバケるG（監修：バンダイ、てんとう虫コロコロコミックス全3巻）
- 無重力ガール（原作担当、作画：八木ゆかり、企画：古市直彦・土屋理敬、マンガボックス、2014年4月23日 - 、全2巻）
- 機動戦士ガンダム アグレッサー（原作：矢立肇・富野由悠季、週刊少年サンデーS 2014年12月号 - 連載中、少年サンデーコミックススペシャル既刊21巻）

### 学習漫画
- 小学館 学習まんがシリーズ
  - 戦国のヒロイン 江（監修：川口素生）
  - 武士の世へ! 平清盛（監修：川口素生）
- 小学館版 学習まんが人物館
  - 勝海舟（監修：落合弘樹）
- 小学館学習まんが 世界名作館
  - ギリシア神話

### 読切
- フィロンII
- フィロン
- ピューマ
- OB アウト・オブ・バウンズ（週刊少年サンデー超1997年12月増刊号（1997年11月20日発売）36P）
- 狼（ウォルフ）の死にざま（週刊少年サンデー超1999年1月増刊号（1998年12月19日発売）38P）
- 星の少年キバ!!（週刊少年サンデー2001年51号）
- カズマ来たる!!（週刊少年サンデー2004年2号）
- トゥモローホープ（週刊ヤングサンデー2007年15号）
- 俺の屍を越えてゆけ（コロコロG 2011年夏号）

### その他
- MY SWEET SUNDAY（週刊少年サンデー2008年23号）
- 不思議のダンジョン 風来のシレンDS 風来人虎ノ巻 - イラスト・解説漫画
- 桃太郎電鉄シリーズ
  - 桃太郎電鉄12 西日本編もありまっせー! - 女風呂イラスト
  - 桃太郎電鉄2017 たちあがれ日本!! - 歴史ヒーロー（キャラクターデザイン）
  - 桃太郎電鉄 〜昭和 平成 令和も定番!〜 - 歴史ヒーロー（キャラクターデザイン）